# Sisyrnodytes leucophaetus
Sisyrnodytes leucophaetus là một loài ruồi trong họ Asilidae. Sisyrnodytes leucophaetus được Séguy miêu tả năm 1930.